# Vlag van Twente
De vlag van Twente beeldt een steigerend wit ros af op een rode achtergrond. De vlag (ontworpen door J.J. van Deinse) geeft het zogenoemde Saksenros (Duits: Sachsenross) weer, en vertoont grote overeenkomst met de vlag van Nedersaksen en de vlag van Noordrijn-Westfalen, twee deelstaten in Duitsland, de vlag van Kent en veel andere Engelse en Duitse gemeentes en steden met een (Angel-)Saksische oorsprong.
Het witte ros is hoogstwaarschijnlijk afkomstig van de Saksen, die het als een edel dier beschouwden. Sommige vergelijkingen gaan terug naar het goddelijke paard Sleipnir uit de Noordse mythologie. Twente werd bevolkt door de Tubanten en die gingen in de middeleeuwen op in het volk (stammenverbond) der Saksen en behoorde lange tijd tot het Saksische Rijk. Na de kerstening behoorde Twente grotendeels tot het Hertogdom Hamaland van Hertog Wittekind, de laatste leider der Saksen.
Het Twentse ros stond aan de wieg van het opkomende streekbewustzijn in de jaren twintig. Bij de bouw van het Rijksmuseum Twenthe is het als decoratie toegepast. Het werd pas echt populair, nadat conservator van het museum J.J. van Deinse bij een fietstocht vlaggetjes met de afbeelding van het steigerende ros had uitgedeeld.
Het Twentse ros kan tegenwoordig in allerlei logo's worden teruggevonden. Denk hierbij aan de voetbalclub FC Twente, de Regio Twente en de busdienst Twents.
In 1981 is door de Hoge Raad van Adel aan het toenmalige Gewest Twente de definitieve vormgeving van het wapen en vlag van Twente toegekend. Het witte ros op rode ondergrond kreeg hierbij een zwart contour.